# Хек тихоокеанський

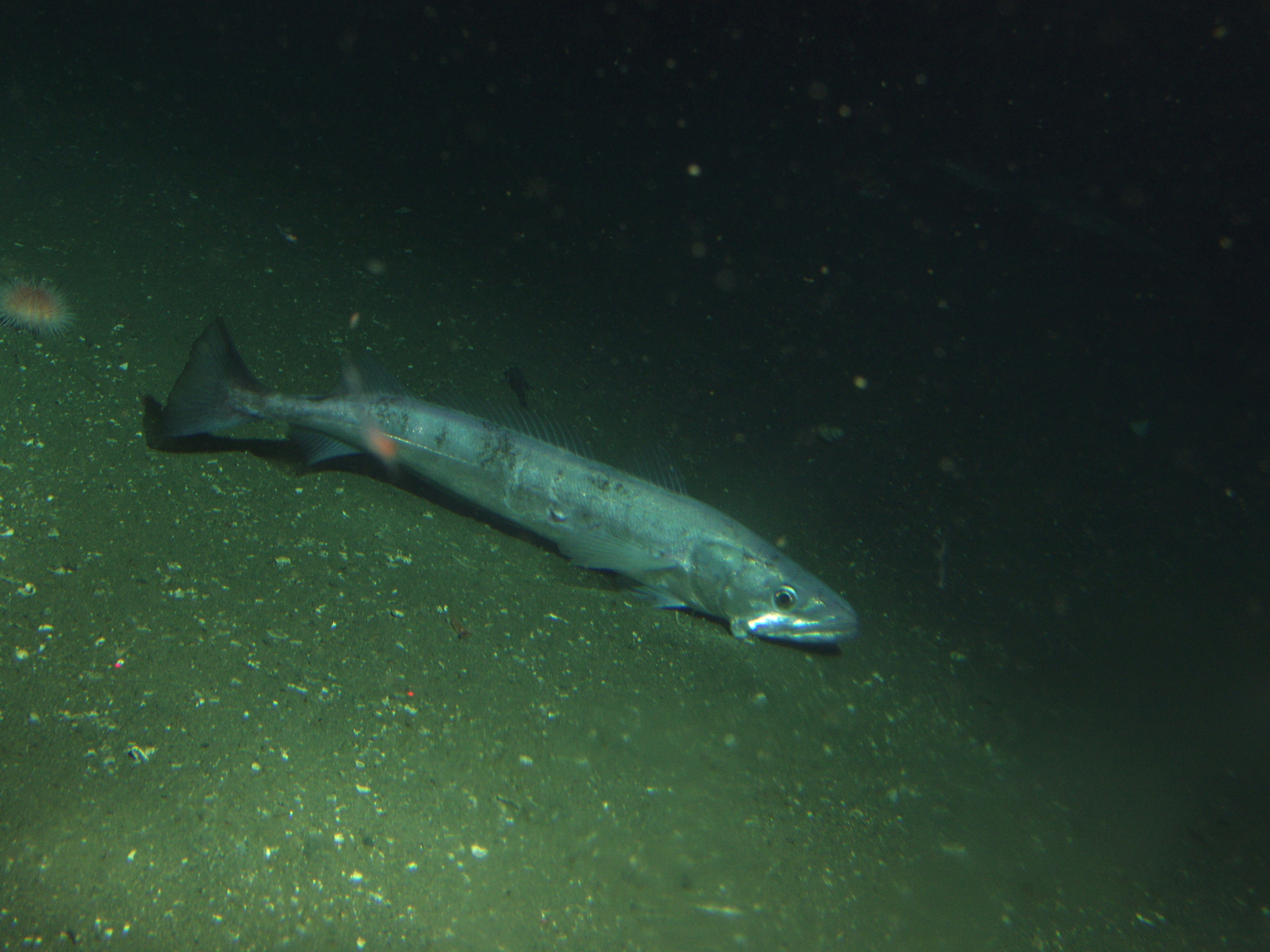
Merluccius productus з Каліфорнії

Хек тихоокеанський, або орегонський (Merluccius productus) — риба роду хек (Merluccius), родини Хекових, що поширена у північно-східній частини Тихого океану від північного Ванкуверу до північної частини Каліфорнійської затоки. Сягає довжини 90 см, живе до 15 років.